# Golpilheira
Golpilheira es una freguesia portuguesa ubicada en el concejo de Batalha. Su población según los datos del censo de 2001 es de 1.609 habitantes, posee una superficie de 4,30 km², la densidad es de 374,2 hab./km².